# Трахтман, Яаков-Шмуэл Галеви
Яаков-Шмуэл ха-Лейви Трахтман (при рождении Янкев-Шмил ха-Лейви Трахтман, известен также как Самуил Исаевич Трахтман и Яков-Самуил Трахтман; ивр. יעקבֿ-שמואל הלױ טרכטמן‎‎, в прижизненных публикациях — יעקב שמואל בן ישעיהו טראכטמאן הלוי ; 2 июня 1831, Овруч, Волынская губерния — 12 марта 1925, Аккерман, Бессарабия) — еврейский писатель и языковед, последний представитель движения маскилим (просветителей) в еврейской литературе. Писал на иврите и на немецком языке, в меньшей степени на русском языке и идише.

## Биография
Янкев-Шмил ха-Лейви Трахтман родился в уездном городке Овруч на Волыни (теперь райцентр в Житомирской области Украины) в раввинской семье. Получил традиционное еврейское религиозное образование, изучал светские науки. В 1850—80 годах служил экономом и бухгалтером. Приобщился к идеям «Хаскалы» (еврейского просвещения) и палестинофильства. Некоторое время жил в Одессе. С 1880 года — в Аккермане Бессарабской губернии, на днестровском лимане (теперь Белгород-Днестровский в Одесской области Украины), где провёл последние 45 лет жизни.
Широко публиковался в периодической печати своего времени на древнееврейском языке, включая газеты «Ха-Мелиц» (Защитник, Петербург), «ха-Кармель» (Вильна) и «Ха-Цефира» (Время, Варшава), а также в русскоязычной прессе. Пользовался собственным именем, псевдонимом «Яков Иш-Там» (יעקב איש ת"ם) и целым рядом других. Повесть «Сукат Довид ха-Нофелет» (סכת דוד הנפלת) была опубликована в газете «ха-Бокер» (Утро); вышла отдельным изданием в Бердичеве в 1895 году.
Публиковал собственные обработки еврейских народных сказок, рассказы, стихотворения, эссе, пьесы. Начиная с 1870 года выпустил несколько книг рассказов и эссеистики, в том числе «Агада Ахат» (1870, Одесса), «Ор Тора» (Свет Торы, Варшава, 1881), «Шаарей Ган-Эйден» (Иерусалим) и другие.
На немецком языке, а впоследствии и в переводе на иврит, опубликовал два филологических трактата — «Ха-Ктав ве-Михтав» (Письмо и шрифт) и «Ор ве-Хошех» (Свет и тьма, 1881). С Л. Федерманом перевёл на идиш книгу Генриха Гейне «Флорентийские ночи» (Флорентише нэхт, Варшава, 1914). Был корреспондентом венской газеты «Die Welt» по Бессарабии (под именем J. S. Trachtmann).

### Книги
- אגדה אחת (Аггада ахат, на фронтисписе — «Agudah Achath: Собрание статей из разных периодических изданий Самуила Трахтмана»), Одесса: Типография М. А. Бейлинсона, 1870. — 152 с.[12]
- אור תּורה (Ор Тора — свет Торы), Варшава: Типография И. О. Аляпина, 1881.
- פֿלאָרענטישע נעכט (Генрих Гейне, Флорентише нэхт — Флорентийские ночи). — Варшава: Универсал, 1914[13].
- Прочие издания:

תלפיות (год издания — 1895), סכת דוד הנפלת (год издания — 1895), לוח ארץ הצבי (год издания — 1899), נשמת אדם (год издания — 1900), מחשבות איש (год издания — 1900), הדודאים (год издания — 1908), שלשה מאמרים (год издания — 1909), שערי גן עדן (год издания — 1909), ברוך מבנים (год издания — 1909), כתבי ת"ם (год издания — 1910), צורת הבית (год издания — 1910).